# Antonia Aldea
Antonia Aldea Dávila (18 de noviembre de 1994) es una actriz chilena, conocida por su papel de Dominga Costa en la telenovela Pacto de sangre.

## Carrera
En 2018, hizo su debut en televisión, interpretando a Dominga Costa, hija de los personajes de Pablo Cerda y Blanca Lewin en la telenovela Pacto de sangre de Canal 13. Gracias a la popularidad que adquirió, pasó de tener alrededor de 800 seguidores a más de 49 000 en Instagram. Sobre su participación en la ficción, dijo:

Fue una experiencia en donde aprendí muchísimo. (...) Siempre voy a estar muy agradecida de haber podido formar parte de ese proyecto. (...) Creo que lo único que cambiaría es haberme atrevido más. Como era mi primera experiencia, igual sentía todo el tiempo que estaba pisando huevos. Recién terminando las grabaciones, logré soltarme más y ganar más confianza, pero creo que mi trabajo habría sido distinto si hubiese entrado a primeras con esa seguridad...
Antonia Aldea

## Vida privada

### Residencia en Barcelona
En 2019, recorrió Europa durante un mes. Cuando debía tomar el avión de regreso a Santiago, decidió quedarse en Barcelona para vivir con una amiga politóloga, y tomar un curso de crítica y análisis cinematográficos.

### Comentarios sobre la obsesión por el físico
Luego del final de Pacto de sangre, aprovechó su cuenta de Instagram para criticar la actividad física que no busca la salud y el bienestar sino la difusión de un estereotipo corporal erróneo. Publicó:

Creo que la comunidad fitness tiene muchos aspectos positivos. Motiva a la gente a ejercitarse, a preocuparse más por la salud de su cuerpo, a mejorar la motivación, etc. Pero creo que también es muy peligrosa, sobre todo si uno lo analiza desde el punto de vista del marketing, en donde se vende una imagen y una «manera de ser». (...) Genera un efecto muy negativo que lleva a la comparación y la obsesión por lograr ciertos resultados.
Antonia Aldea

También, se refirió al acné que la afectó durante un tiempo:

... Me daba pánico salir a la calle y mirar a la gente. Veía en sus caras el comentario de «qué te pasó en la cara» o «anda al dermatólogo»... pero como nada cambia de la noche a la mañana, me tuve que acostumbrar. (...) Dejé de basar mi autoestima en función de los bultos de mi cara. Y llegó un punto en que desaparecieron y ya ahora ni me acuerdo. (...) Todo esto lo digo para demostrar que las cosas toman tiempo (...) y si hay algo que nos acompleja mucho, el primer paso es siempre quitarle importancia. Nada es tan terrible... Y nada es para siempre.
Antonia Aldea

En 2020, compartió nuevamente su opinión en su cuenta personal de Instagram, pues había subido de peso por llevar una dieta desordenada:

... Probablemente volviendo a comer sano (o bajo mis parámetros, dejar los Mcdonalds [sic] nocturnos) y volviendo a mi rutina, vuelva a estar más flaca o más fit o lo que sea, pero también digo: «¿Qué tanto?». Si la consecuencia de disfrutar y pasarlo bien es que no me suban los pantalones, mala cuea. (...) Me obligo todos los días a tratar de no propiciar por un tema estético. Cambiemos esa manera de pensar la alimentación y el deporte en pos de un cambio meramente físico. Si vamos a hacerlo, es para sentirnos mejor... Hacerlo en función de nuestrxs [sic] cuerpos. (...) Y no porque la sociedad nos dice que hay que verse de cierta manera para sentirse bien... Porque mi cuerpo tal cual como está, con kilitos de más y rollitos extras, no tiene nada de malo. (...) Hagamos las cosas por cómo nos sentimos y escuchando nuestro cuerpa [sic]... que para el resto, es tan fácil como ir a comprar una talla más de pantalones.
Antonia Aldea

Sus seguidores comentaron positivamente sus declaraciones. Incluso, la cantante Denise Rosenthal reaccionó con un corazón.

## Filmografía

### Televisión
| Año       | Telenovela      | Rol           | Canal    | Ref.        |
| --------- | --------------- | ------------- | -------- | ----------- |
| 2018-2019 | Pacto de sangre | Dominga Costa | Canal 13 | [ 1 ] [ 5 ] |